# أنطونيو جيبسون
أنطونيو جيبسون (بالإنجليزية: Antonio Gibson)‏ هو لاعب كرة قدم أمريكية أمريكي، ولد في 5 يوليو 1962 في جاكسون في الولايات المتحدة.

## وصلات خارجية
- أنطونيو جيبسون على موقع مرجع كرة القدم المحترفة.كوم (الإنجليزية)